# Asuna Tanaka
Asuna Tanaka (田中 明日菜 Tanaka Asuna?,  nacido el 23 de febrero de 1988 en Osaka) es una futbolista japonesa que jugaba como centrocampista.
Tanaka jugó 39 veces y marcó 3 goles para la selección femenina de fútbol de Japón entre 2011 y 2016. Tanaka fue elegida para integrar la selección nacional de Japón para los Copa Mundial Femenina de Fútbol de 2011, 2015 y Juegos Olímpicos de Verano de 2012.

## Trayectoria

### Clubes
| Club               | País          | Año         |
| ------------------ | ------------- | ----------- |
| Tasaki Perule FC   | Japón         | 2007 - 2008 |
| INAC Kobe Leonessa | Japón         | 2009 - 2013 |
| Frankfurt          | Alemania      | 2013 - 2014 |
| INAC Kobe Leonessa | Japón         | 2014 - 2017 |
| Gyeongju KHNP      | Corea del Sur | 2018 -      |

### Selección nacional
| Selección | País  | Año         |
| --------- | ----- | ----------- |
| Absoluta  | Japón | 2011 - 2016 |

## Estadística de equipo nacional
| Selección femenina de fútbol de Japón | Selección femenina de fútbol de Japón | Selección femenina de fútbol de Japón |
| Año                                   | Partidos                              | Goles                                 |
| ------------------------------------- | ------------------------------------- | ------------------------------------- |
| 2011                                  | 6                                     | 2                                     |
| 2012                                  | 13                                    | 1                                     |
| 2013                                  | 9                                     | 0                                     |
| 2014                                  | 2                                     | 0                                     |
| 2015                                  | 6                                     | 0                                     |
| 2016                                  | 3                                     | 0                                     |
| Total                                 | 39                                    | 3                                     |